# 横浜冷凍
横浜冷凍株式会社（よこはまれいとう、英: YOKOREI CO.,LTD.）は、神奈川県横浜市西区に本社を置く、食品卸売事業および倉庫事業を行う企業。東京証券取引所プライム市場上場。事業構成は食品卸売部門が8割を越え、倉庫部門は17%ほどとなっている。略称はヨコレイ。

## 主な事業
食品販売事業
扱い量はエビ・サケ・ホタテなどの水産品が約7割、豚肉などの農畜産品が約3割。北海道芽室町の農事組合法人十勝21世紀と提携し、共同契約栽培システム「十勝グリーン・オーナーズ・クラブ 大地」制度を実施している。
冷蔵倉庫事業
産地（北海道芽室町、鹿児島県枕崎市ほか）、港湾地区（横浜大黒町、名古屋、神戸六甲アイランドほか）、物流拠点（埼玉県加須市、愛知県小牧市、佐賀県鳥栖市ほか）など日本国内50ヶ所に冷凍・冷蔵倉庫を有する。2023年現在の冷蔵倉庫収容能力は100万トンを超える。東京（大田区東海）・横浜（鶴見区大黒埠頭）・大阪（此花区舞洲）・神戸（東灘区六甲アイランド）・九州（福岡市東区箱崎埠頭）では通関業務を扱う。日本国外ではタイに現地法人を設け、冷蔵倉庫・食品卸売事業を行う。

## 沿革
- 1948年5月 - 横浜冷凍企業株式会社設立。
- 1949年4月 - 横浜工場完成、冷蔵倉庫事業開始。
- 1953年11月 - 横浜冷凍株式会社に社名変更。
- 1962年12月 - 東証二部に上場。
- 1973年12月 - 子安工場構内に本社新社屋完成。
- 1989年12月 - THAI YOKOREI CO., LTD.設立。
- 1991年3月 - 東証一部に指定替え。
- 2002年6月 - 横浜市西区花咲町に本社移転。
- 2011年12月 - Best Cold Chain Co.,Ltd.設立。
- 2012年3月 - 横浜市西区みなとみらいのみなとみらいグランドセントラルタワーに本社移転[1]。
- 2020年2月 - つくば物流センター完成（収容能力100万トン突破）。
- 2022年4月 - 東京証券取引所プライム市場へ移行。
- 2023年3月 - 同町内の横浜コネクトスクエアに本社移転[2][3]。

## 株主優待制度
9月末の権利確定日時点で1,000株以上3,000株未満を保有する株主を対象にノルウェーサーモン詰め合わせ、3,000株以上を保有する株主にはホタテ・イクラ詰め合わせをそれぞれ届ける、株主優待制度を実施している。